# Henry López Guerra
Henry David López Guerra (8 de agosto de 1992, Ciudad de Guatemala, Guatemala) es un futbolista guatemalteco, que juega como delantero y actualmente se encuentra sin equipo.
Protagonista de la primera participación de Guatemala en la Copa Mundial de Fútbol Sub-20 de 2011.

## Selección nacional
Convocado a Selección de Guatemala desde 2011, ha tenido 7 convocatorias en total. 

### Participaciones en Copas del Mundo
| Mundial                     | Sede     | Resultado        |
| --------------------------- | -------- | ---------------- |
| Copa Mundial Sub-20 de 2011 | Colombia | Octavos de final |

### Participaciones en Copa Oro
| Copa          | Sede           | Resultado        |
| ------------- | -------------- | ---------------- |
| Copa Oro 2011 | Estados Unidos | Cuartos de final |

## Clubes
| Club                              | País           | Año         |
| --------------------------------- | -------------- | ----------- |
| Club Social y Deportivo Municipal | Guatemala      | 2002 - 2009 |
| Atlético de San Juan FC           | Puerto Rico    | 2009        |
| Real Maryland F.C.                | Estados Unidos | 2010        |
| EC Noroeste                       | Brasil         | 2011 - 2012 |
| New York Cosmos                   | Estados Unidos | 2013        |
| D C United                        | Estados Unidos | 2014        |
| Club Social y Deportivo Municipal | Guatemala      | 2015        |
| Caracas FC                        | Venezuela      | 2016        |
| Cobán Imperial                    | Guatemala      | 2017 - 2019 |

## Trayectoria
Inició su carrera deportiva en las fuerzas básicas de CSD Municipal, donde jugó de 2002 a 2009. Es Convocado a la selección sub-17 de Guatemala, para la eliminatoria de la copa del mundo Sub 17 edición 2009, En El Salvador se realiza la primera fase de clasificación, en repechaje la selección sub 17 de Guatemala logra clasificar para la hexagonal a jugarse en México. En esta ocasión no logran pasar a la siguiente fase siendo limados del torneo.
A mediados de 2009 es convocado a la selección mayor de Guatemala para enfrentar en partidos amistosos a las selecciones de México y Canadá en fogueo previo para la copa de oro edición 2009, a realizarse en Estados Unidos. un busca talento lo observa y le ofrece una prueba para la PRSL (Puerto Rico Soccer League) y es llevado al Club Atlético San Juan FC, en el cual debutaría el 12 de julio de 2009 en el estadio Hiram Bithorn, realizando su primera anotación al minuto 52.
Luego de finalizar su participación en la PRSL retorna a Estados Unidos, para integrarse a la club Real Maryland F.C en las divisiones menores durante el 2010.
En el 2011 firma contrato por 1 año con el Esporte Clube Noroeste. Henry es convocado para jugar el premundial sub-20 de Concacaf, con sede en Guatemala, rumbo al mundial de Colombia 2011. Tras 2 juegos sin anotaciones, Henry entraría a la historia del fútbol chapín, al anotar el segundo gol en el encuentro contra Estados Unidos, dándole así a Guatemala por primera vez su participación a un mundial.
En el 2012, el Club de Fútbol Tigres de la Universidad Autónoma de Nuevo León de la Liga MX logra su fichaje.
En el 2013, incursiona en el continente europeo realizando pruebas en equipos como FK Khazar Lankaran y otros, no obstante retorna a Estados Unidos. Donde el New York Cosmos, club legendario por haber integrado en sus filas a grandes como Pelé, Johan Neeskens, Carlos Alberto y Franz Beckenbauer, lo contrata para la temporada 2013. En agosto de 2013 Gana por votación el reconocimiento a la jugada de la semana (4.ª semana de liga) con el gol anotado al San Antonio Scorpions dando la victoria al NY Cosmos 2 a 1.
En el 2014 pasa a formar parte del equipo DC United, aunque por la tramitación de su Residencia, debe permanecer sólo entrenando con el club, sin poder jugar un partido. 
En 2015 ficha por el Club Social y Deportivo Municipal de Guatemala. En el Torneo de Apertura 2015-2016 Queda como Goleador del Club Municipal con 8 Anotaciones.
En 2016 Es contratado por el Club CARACAS FC de Venezuela.
En 2017 Regresa a Guatemala ya que es contratado por el Club Social Deportivo Cobán Imperial

### Campeonatos nacionales
| Título      | Club            | País           | Año  |
| ----------- | --------------- | -------------- | ---- |
| Soccer Bowl | New York Cosmos | Estados Unidos | 2013 |

## Videos
Canal Youtube Henry Lopez 92
Presentando a Henry López Parte 1 de 2
Presentando a Henry López Parte 2 de 2
Mundial Sub-20 Colombia 2011
DEBUT DE HENRY LOPEZ EN SELECCION MAYOR DE GUATEMALA
Sesión de entreno (agosto de 2012)